# Boch (Künstlerfamilie)

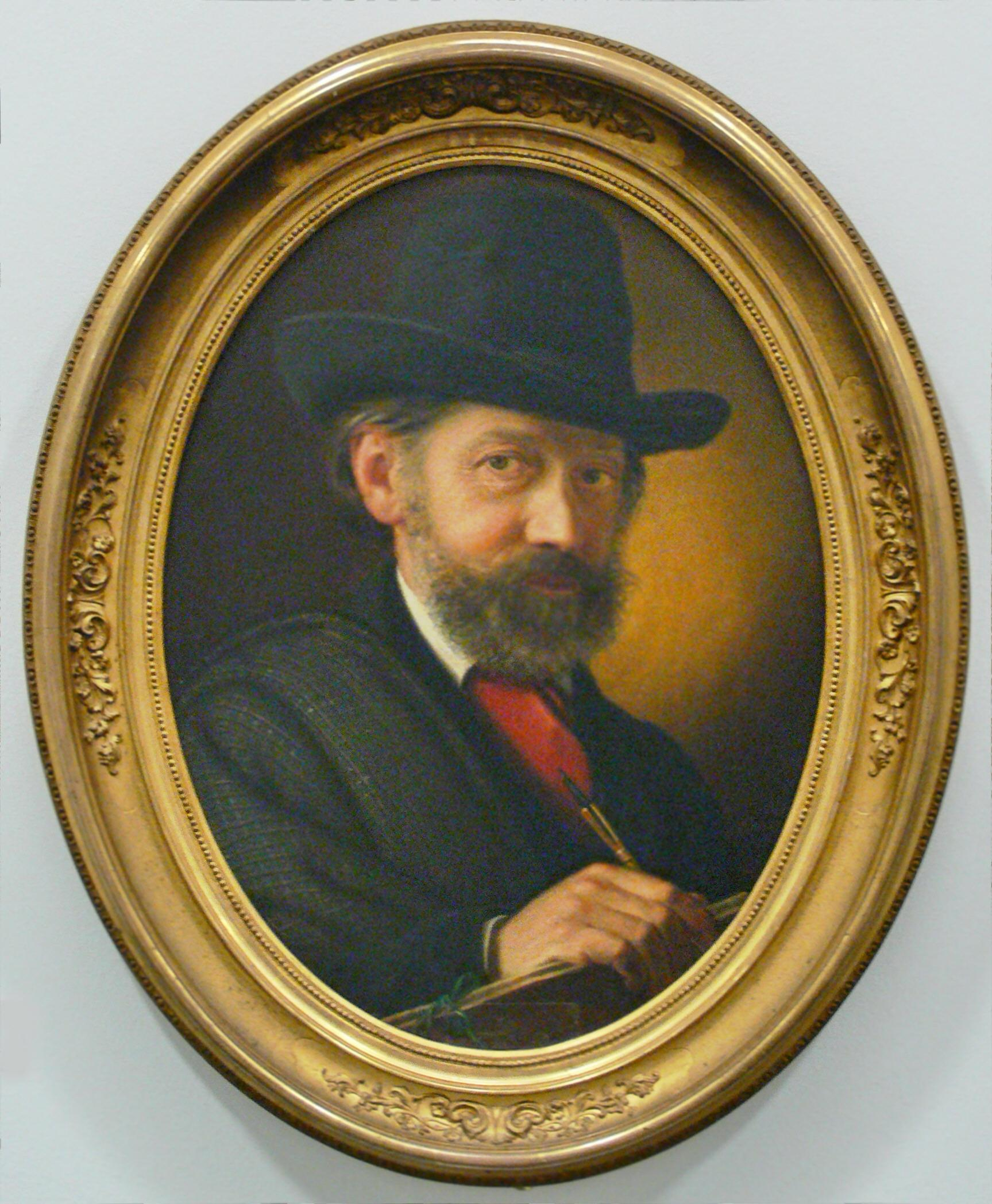
Anton Boch sen. Selbstbildnis

Die Künstlerfamilie Boch stammte aus Bregenz (Vorarlberg) und brachte mehrere Porträtmaler, Bildhauer und Kirchenmaler hervor, von denen Anton Boch d. Ä. oder sen. als der bedeutendste Vertreter gilt.

## Genealogische Darstellung
1. Anton Boch d. Ä. (* 1818 in Bregenz; † 1884), Vorarlberger Maler und Bildhauer, Ausbildung in München und Rom.
  1. Adolf Boch (1853–1920), Porträtmaler,  Ausbildung in München.
  2. Anton Boch d. J. (1855–1915), Porträtmaler.
2. Johann Nepomuk Boch (1826–1879), Vorarlberger Kirchen- und Porträtmaler.